# جونگ گی ریونگ
جونگ گی ریونگ (انگلیسی: Jeong Gi-ryong; ۱ ژانویهٔ ۱۵۶۲ – ۱ ژانویهٔ ۱۶۲۲) پرسنل نظامی اهل پادشاهی چوسان بود.